# ГАЗ-42
ГАЗ-42 — газогенераторная модификация на базе ГАЗ-АА. Представлял собой грузовой автомобиль с металлической кабиной, деревянной платформой с откидными бортами. В качестве топлива мог использоваться как генераторный газ, так и бензин, для размещения которого автомобиль был снабжён топливным баком, ёмкостью 40 литров. В связи с неизбежной потерей мощности, было увеличено передаточное число главной передачи с 6,6 (ГАЗ-АА) до 7,5 (ГАЗ-42), а также увеличена степень сжатия в двигателе с 4,6 до 6,2.
Всего выпущено 33 840 автомобилей ГАЗ-42.

## Газогенераторная установка

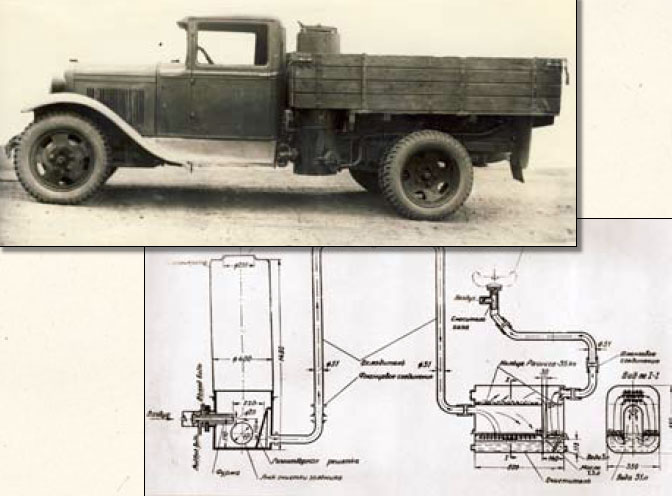
Газогенераторный автомобиль на базе ГАЗ. 1943 г.

На газогенераторном автомобиле ГАЗ-42 смонтирована газогенераторная установка с обращенным процессом газификации, с цилиндрическим бункером диаметром 400 мм и высотой 1000 мм, объёмом 0,25 м³, с подводом воздуха через 10 фурм и диаметром 8 мм, с камерой высокой напряжённости горения.
Газогенератор расположен с левой стороны автомобиля. Охладитель — инерционный из двух секций с перфорированными пластинами, расположен вдоль рамы автомобиля под платформой. Очиститель вертикального типа с кольцами Рашига (25 000 штук — 65 кг) расположен с правой стороны автомобиля. Смеситель вертикальный эжекционный (вихревой). Способ розжига генератора — отсасывающим электрическим вентилятором. Время запуска холодного газогенератора 5-10 минут. Общий вес установки 400 кг.
Для получения генераторного газа могут быть использованы все виды твёрдого топлива, например: древесина, древесный уголь, торф, каменный уголь, бурый уголь, антрацит, брикеты различных топливных отходов и т. д.